# چارلز ماتائو
چارلز ماتائو (انگلیسی: Charles Matthau؛ زادهٔ ۱۰ دسامبر ۱۹۶۲) یک هنرپیشه، و کارگردان اهل ایالات متحده آمریکا است. 